# Alexandre Folhas
Alexandre Flávio Rodrigues Folhas (São Paulo, 3 de abril de 1975) é um empresário e ex-jogador de handebol brasileiro.

## Carreira
Fez parte do elenco que conquistou a medalha de prata no torneio masculino de handebol dos Jogos Pan-Americanos de 1999, em Winnipeg, no Canadá. Na edição de 2003, em Santo Domingo, na República Dominicana, foi medalha de ouro.
Esteve presente na lista de pré-convocados para os Jogos Olímpicos de Verão de 2004, em Atenas, na Grécia. Também pela seleção, participou de cinco edições de Campeonato Mundial.
Folhas jogou em clubes como Metodista e Pinheiros, tendo conquistado cinco títulos de Liga Nacional. Deixou o esporte em 2009.
Após deixar as quadras, Folhas abriu a empresa MVP Sports, especializada em marketing esportivo.

## Vida pessoal
É casado com a jogadora de voleibol Paula Pequeno, com quem tem uma filha, Mel. Em 2019 o casal participou da quarta temporada do reality show Power Couple Brasil na RecordTV.